# Boală de reflux gastroesofagian
Boala de reflux gastroesofagian (BRGE) este o afecțiune cronică în care conținutul stomacului și acidul se ridică la nivelul esofagului, ceea ce produce anumite simptome. Simptomele includ: gust de acid în partea din spate a gurii, pirozis (arsuri la stomac), respirație urât mirositoare, dureri în piept, regurgitare, probleme de respirație și uzura dinților. Complicațiile includ esofagita, strictura esofagiană și esofagul Barrett.
Factorii de risc includ obezitatea, sarcina, fumatul, hernia hiatală și administrarea anumitor medicamente. Medicamentele care pot provoca sau agrava boala includ benzodiazepinele, blocantele canalelor de calciu, antidepresivele triciclice, AINS și anumite medicamente pentru astm. Refluxul acid se datorează închiderii deficitare a sfincterului esofagian inferior, care se află la joncțiunea dintre stomac și esofag. Diagnosticul în rândul celor care nu se ameliorează cu măsuri mai simple poate implica gastroscopia, seria GI superioară, monitorizarea pH-ului esofagian sau manometria esofagiană.
Opțiunile de tratament includ modificări ale stilului de viață, tratamentul medicamentos și, uneori, intervenții chirurgicale la pacienții care nu se produc schimbări benefice cu primele două măsuri. Recomandările pentru schimbarea modului de viață includ: evitarea statului culcat trei ore după masă, ridicarea înălțimii pernei/capului în pat, scăderea în greutate, evitarea alimentelor care duc la simptomele de aciditate și renunțarea la fumat. Medicamentele utilizate în tratamentul BRGE sunt antiacidele, blocantele receptorilor H2, inhibitorii pompei de protoni și prokineticele.